# Медаль «За ранение» (Украина)
Медаль «За ранение» (укр. Медаль «За поранення») — ведомственная награда Министерства обороны Украины. Ей награждаются военнослужащие Вооруженных сил Украины, получившие ранения при защите государственного суверенитета и территориальной целостности Украины.
На ленте медали размещается металлическая лавровая ветвь: из серебра — за тяжёлое ранение, и из бронзы — за лёгкое.

## История
12 апреля 2019 Главное управление развития и сопровождения материального обеспечения ВСУ сообщило, что в Министерстве обороны Украины начат процесс внедрения новой системы ведомственных наград. Первой наградой, которую полагалось утвердить, должна была стать медаль за ранение — «За жертву крови в боях за свободу Украины», название и дизайн которой соответствовали бы аналогичной медали, учреждённой в 1980 году Президиумом Рады УНР в изгнании.
29 августа 2019 состоялось первое вручение медали. Первым награду получил начальник Киевского военного лицея имени Ивана Богуна Герой Украины генерал-майор Игорь Гордийчук. Кроме него также были награждены 7 военнослужащих, получивших тяжёлые ранения, и 17 — с лёгкими ранениями.

## Положение о награде
- Знаком отличия — медаль «За ранение» — награждаются военнослужащие и работники Вооруженных Сил Украины, а также лица, уволенные в запас или в отставку с военной службы из Вооруженных Сил Украины, за личное мужество и героизм, самоотверженные действия по защите государственного суверенитета и территориальной целостности Украины, образцовое выполнение воинского (служебного) долга в условиях, связанных с риском для жизни, получившие лёгкое или тяжёлое ранение.
- Награждение медалью может быть произведено только один раз.
- Во время награждения вручается медаль и знак в виде стилизованного изображения лавровой ветви, соответствующий степени ранения.
- Повторное награждение медалью не производится. В случае получения повторного ранения, вновь выдаётся знак в виде стилизованного изображения лавровой ветви, соответствующий степени ранения.
- Допускается одновременное ношение не более трех стилизованных изображений лавровой ветви на ленте медали и только одной — на планке медали.

## Описание
- Ведомственная награда Министерства обороны Украины — медаль «За ранение» имеет круглую форму диаметром 35 мм с рельефно-зернистой поверхностью, обрамлена бортиком, изготавливается из патинированной бронзы.
- На аверсе медали в центре — рельефный трезубец поверх перекрещенных остриём вверх двух мечей, наложенных на круглый терновый венец.
- Реверс знака отличия плоский с рельефно-зернистой поверхностью. В центре — надпись в три строки: «ЗА ЖЕРТВУ КРОВІ / В БОЯХ ЗА ВОЛЮ / УКРАЇНИ». Над надписью — рельефный полувенок из лавровых листьев. Под надписью на рельефной ленте чеканится номер награды.
- При помощи ушка с кольцом медаль соединяется с лентой, протянутой через кольцо и составленной вдвое с загнутыми у кольца углами.
- Лента медали шелковая муаровая из трех продольных полосок: чёрной (шириной 11 мм), пурпурной (13 мм) и чёрной (11 мм).
- Размер ленты медали: длина в сложенном виде — 55 мм, ширина — 35 мм.
- На обратной стороне ленты в верхней части расположена металлическая прямоугольная планка с двумя застёжками (цангами) для крепления медали к военной форме (одежде).
- На ленте горизонтально крепится стилизованная лавровая ветвь:
  - за тяжёлое ранение — из серебра.
  - за лёегкое ранение — из бронзы.
- Размер ветви: высота — 7 мм, ширина — 34 мм.
- Планка медали (для ношения на повседневной униформе или гражданской одежде): прямоугольная металлическая пластинка, обтянутая лентой, цвета которой тождественны ленте медали с соответствующей ветвью (ветвями) в миниатюре.
- Размер планки: высота — 15 мм, ширина — 35 мм.

## Порядок ношения
Знаки отличия Министерства обороны Украины размещаются после государственных наград Украины и отличия Президента Украины или ниже них.